# 8375 Kenzokohno
8375 Kenzokohno eller 1992 AP1 är en asteroid i huvudbältet som upptäcktes den 12 januari 1992 av den japanska astronomen Tsutomu Seki vid Geisei-observatoriet. Den är uppkallad efter japanen Kenzo Kohno.
Asteroiden har en diameter på ungefär 13 kilometer.